# Vincenzo Campi

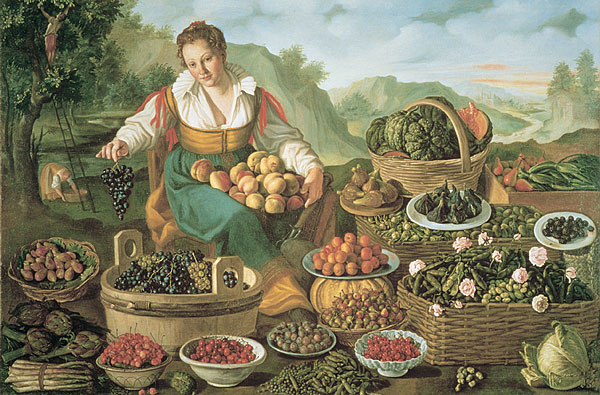
La Fruttivendola, 1580 (Milano, Pinacoteca di Brera).

Vincenzo Campi (Cremona, 1536 – Cremona, 3 ottobre 1591) è stato un pittore italiano.

## Biografia

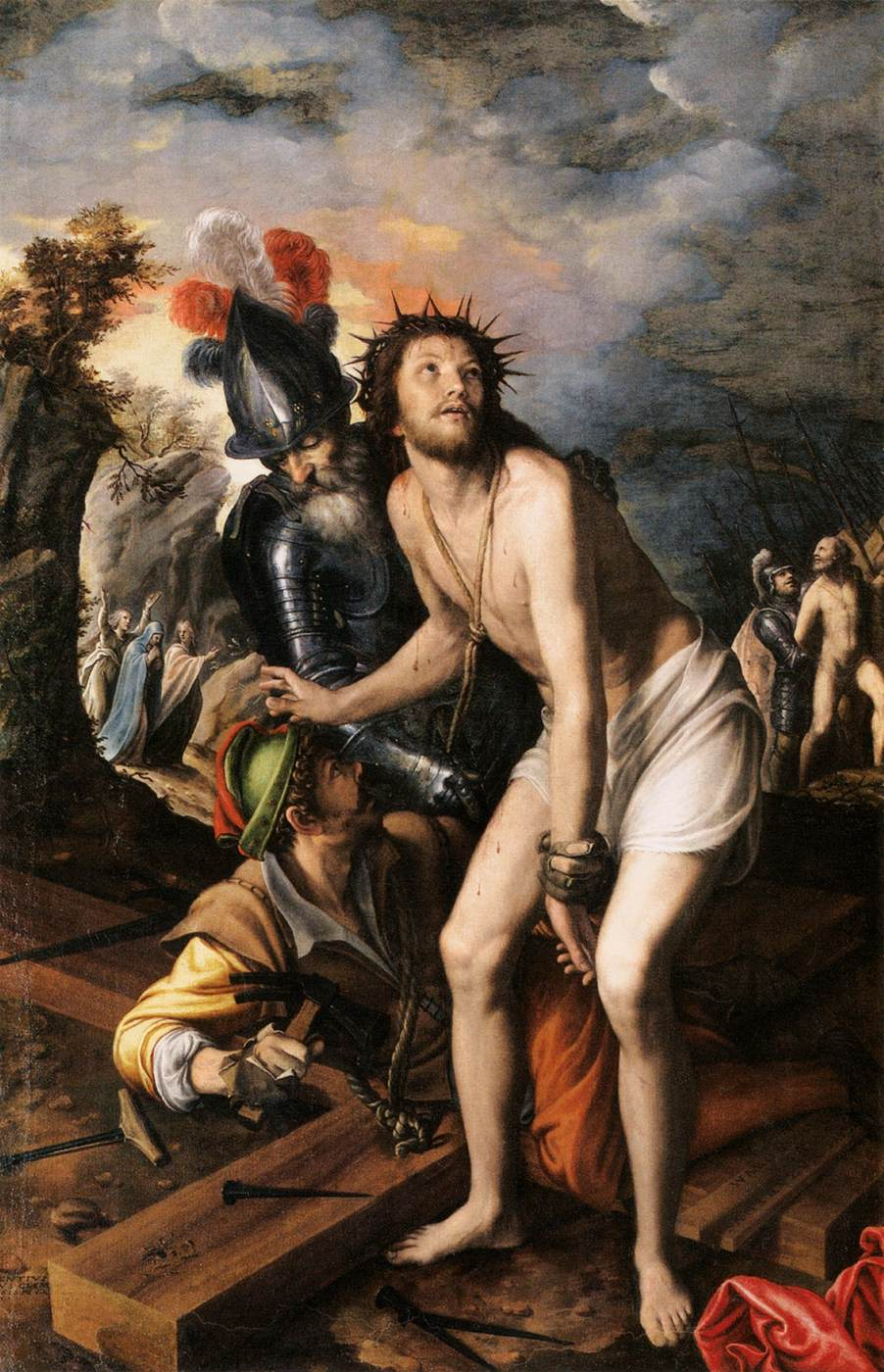
Cristo inchiodato alla Croce (Museo della Certosa di Pavia),

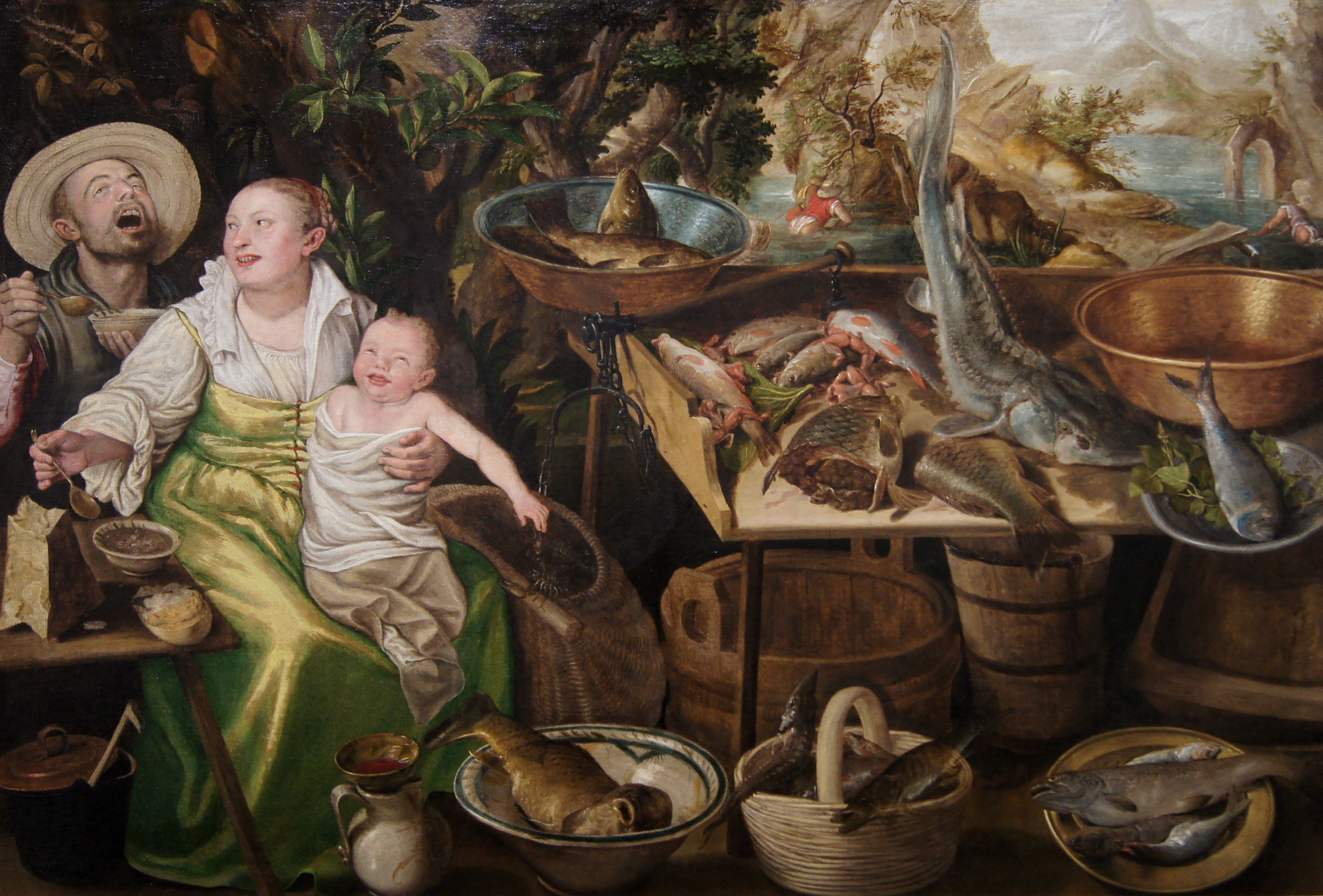
Pescivendoli, 1579. Museo di La Roche-sur-Yon.

Vincenzo ebbe una carriera pittorica ambivalente, per la scelta di dipingere pale d'altare di impegnata sensibilità controriformista (erano gli anni della Lombardia di Carlo Borromeo) unita ad un imprevedibile lato buffonesco delle sue celebri scene di genere, abitate da popolani dai volti grotteschi e caricaturali e da donne procaci e ammiccanti, ispirate alla coeva pittura fiamminga e cariche di reconditi significati erotici. Queste opere incontrarono un certo successo tra i committenti, tra i quali va annoverato anche il ricco mecenate bavarese Hans Fugger (una serie di quadri di Vincenzo Campi, risalente al 1580-1581, è ancora oggi conservata al castello di Kirchheim) e si riallacciano in parte alle analoghe ricerche in senso naturalistico della pittura bolognese (Bartolomeo Passerotti e Annibale Carracci).
La sua carriera pittorica si svolse in particolare a Cremona, ma lasciò opere anche a Milano, Pavia e Busseto. Le prime opere documentate sono committenze per la decorazione del Duomo di Cremona: una Pietà nella sala del capitolo ed una serie di Profeti sulla navata.
Successivamente, nel Cristo inchiodato alla croce della Certosa di Pavia, Vincenzo diede prova di sapersi calare perfettamente nell'atmosfera di solenne drammaticità richiesta agli artisti negli anni della controriforma, quando si sentiva l'esigenza di dare all'arte sacra sentimenti di forte pathos che ispirassero ai fedeli la meditazione e la preghiera.

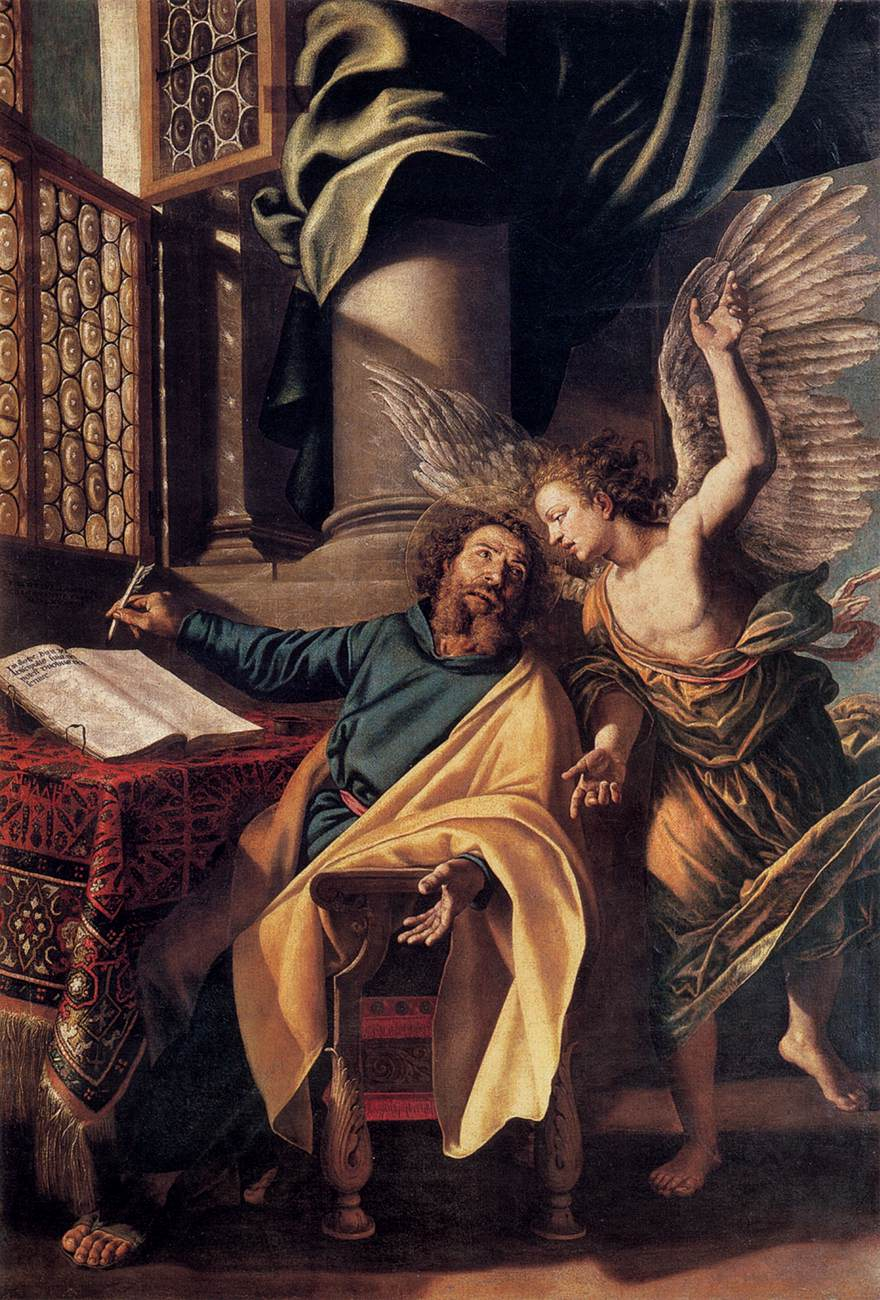
San Matteo e l'angelo, Pavia, Chiesa di San Francesco.

Agli anni tra il 1586 e il 1589 risale la sua più importante opera milanese, dipinta in collaborazione con il fratello Antonio, la volta della chiesa di San Paolo Converso (Milano), dipinta con spettacolari prospettive a trompe l'oeil. Nel 1588 Vincenzo aveva invece dipinto il bellissimo San Matteo per la chiesa di San Francesco a Pavia, il cui realismo è stato letto dalla critica come un importante precedente per la pittura di Caravaggio.

## Opere
- I mangiatori di ricotta (Lione, Musée des Beaux Arts)
- I mangiatori di ricotta (Milano, collezione privata)
- I mangiatori di ricotta (Cremona, collezione privata)
- Il mangiatore di fagioli con la famiglia (collezione privata)
- Pescivendoli, 1579. (La Roche-sur-Yon, museo).
- Fruttivendola (Milano, Pinacoteca di Brera)
- La Pollivendola (Milano, Pinacoteca di Brera)
- Cucina (Milano, Pinacoteca di Brera)
- Cristo inchiodato alla croce (Museo della Certosa di Pavia)
- Cristo inchiodato alla croce (Madrid, Museo del Prado)
- Assunta con Sant’Anna e Sant’Orsola (Cremona, Chiesa di Santa Maria Maddalena)
- Annunciazione (Busseto, oratorio dell'Annunciata)
- Trinità (Busseto, oratorio della Trinità)
- Il trasloco dei contadini (il 'San Martino') (Cremona, Museo Civico Ala Ponzone)
- San Matteo e l'angelo (Pavia, San Francesco)
- Ascensione, angeli e santi (Milano, San Paolo Converso)
- La Coronazione di Spine (Parabiago, Santi Gervasio e Protasio, ex collezione privata Calati)
- La Flagellazione (Parabiago, Santi Gervasio e Protasio, ex collezione privata Calati)
- L'Assunta (Castelvetro Piacentino, San Giovanni Battista)
- San Francesco riceve le stimmate (Mantova, Santo Spirito).